# Wierzbice-Guzy
Wierzbice-Guzy [vjɛʐˈbit͡sɛ ˈɡuzɨ] est un village polonais de la gmina de Jabłonna Lacka dans le powiat de Sokołów et dans la voïvodie de Mazovie, au centre-est de la Pologne.